# Бабаева, Сабина Эльдар кызы
Сабина Эльдар кызы Бабаева (азерб. Səbinə Eldar qızı Babayeva; род. 2 декабря 1979, Баку) — азербайджанская певица. Заняла четвёртое место на конкурсе песни «Евровидение-2012», который проводился в городе Баку 26 мая 2012 года. Конкурсная песня — «When the Music Dies». Заслуженная артистка Азербайджана (2018).

## Биография
Сабина Бабаева родилась 2 декабря 1979 года в Баку, в семье военного и пианистки. С 10-12 лет была солисткой в хоре «Весёлые Нотки». После окончания средней общеобразовательной школы поступила на вокальный класс Бакинского музыкального училища имени Асафа Зейналлы. С 1999 года успешно принимала участие в ряде вокальных конкурсов на родине и за рубежом. Азербайджанскому зрителю Сабина стала широко известна как исполнительница песни «Röya kimi» («Как сон») — саундтрека к азербайджанскому телесериалу «Bəyaz həyat» («Белая жизнь», 2003).
Ранее Сабина Бабаева уже участвовала в национальном отборочном туре конкурса «Евровидение», однако заняла лишь третье место в своей группе и не смогла пройти в полуфинал. В 2012 году Сабина стала финалисткой республиканского отборочного тура и представила Азербайджан в конкурсе «Евровидение-2012», который проходил в столице Азербайджана. В этом непростом музыкальном состязании среди достойных соперников ей удалось подняться на 4-ю ступень с песней «When the Music Dies».

## Достижения и награды
- Диплом UNICEF Архивная копия от 17 марта 2018 на Wayback Machine за участие в благотворительных концертах;
- Диплом молодого исполнителя международного конкурса «Славянский базар 99 Архивная копия от 14 ноября 2017 на Wayback Machine». Белоруссия;
- Лауреат 3-й премии Международного конкурса молодых исполнителей «Золотой Шлягер-99». Белоруссия;
- Лауреат 1-й премии Республиканского конкурса молодых исполнителей «Волна-99 Архивная копия от 11 ноября 2017 на Wayback Machine» в номинации «Лучший исполнитель зарубежной песни», проводившемся между музыкальными институтами страны. Азербайджан, Баку;
- Лауреат 1-й премии Республиканского конкурса молодых исполнителей «Золотой Ключ 2001 Архивная копия от 11 ноября 2017 на Wayback Machine». Азербайджан, Баку;
- Лауреат 1-й премии фестиваля, посвященного 55-й годовщине Второй Мировой Войны в номинации «Лучшее исполнение патриотической песни». Белоруссия, Беловежская Пуща;
- 2002 год — приглашение на вокальное отделение в LAMA (Музыкальная академия в Лос-Анджелесе)[7];
- Исполнительница саундтрека «Roya Kimi Архивная копия от 7 марта 2018 на Wayback Machine» в 10-серийном азербайджанском фильме «Beyaz Hayat», транслировавшемся в Азербайджане и Турции в 2003—2004 годах;
- Обладательница Гран-при VIII Международного музыкального TV фестиваля «Amberstar 2009 Архивная копия от 10 ноября 2017 на Wayback Machine», проходившем на круизном корабле MS «Romantika» (Рига-Стокгольм-Рига) (видео: 1 Архивная копия от 8 июня 2010 на Wayback Machine, 2);
- Обладательница Гран-при Международного конкурса молодых исполнителей «Славянская звезда 2009 Архивная копия от 10 ноября 2017 на Wayback Machine», проводившемся в России;
- В 2010—2011 — солистка мюзикла «Нотр-Дам де Пари», поставленного театром «ÜNS», Баку (Азербайджан);
- С 2011 года солистка Бакинского джаз-центра;
- 2007—2012 — солистка ВИА «Айпара»;
- 2011—2013 — участие в мероприятиях «Дни культуры Азербайджана» в Вашингтоне, Париже, Каннах, Вильнюсе;
- 2012 — участие в конкурсе «Евровидение-2012» с песней «When the Music Dies» (видео), 4-е место;
- 2012 — почётный приз от Министерства молодёжи и спорта Азербайджанской Республики за участие в конкурсе «Голос Года 2012»;
- 2015 — почётный факелоносец на первых Европейских играх в Азербайджане, исполнительница Государственного гимна Азербайджана на церемонии закрытия Европейских Игр 2015;
- 2017 — почётный гость на концерте, посвящённом закрытию Исламских игр солидарности 2017.
- 27 мая 2018 года распоряжением Президента Азербайджана Сабине Бабаевой «За заслуги в развитии азербайджанской культуры» было присвоено почётное звание Заслуженная артистка Азербайджанской Республики[8].

## Дискография
- Sabina Babayeva (2001)
- Roya kimi (OST) — Sabina Babayeva (2003)
- Duets — Sabina Babayeva (2009)
- When the Music Dies — Sabina Babayeva (Eurovision-2012)
- Retro — Sabina (2012)
- Ey Azerbaycanim — Sabina Babayeva (2013)
- Geca — Sabina (2014)
- Oceans away — Sabina Babayeva (2014)
- Out Of Love — DJ AKG & Sabina Babayeva (2014)